# Martin Horyna
Martin Horyna (* 21. května 1956 Český Krumlov) je český muzikolog, dirigent, varhaník, hudební historik, vysokoškolský učitel

## Život
Narodil se 21. května 1956 v Českém Krumlově. Zde vystudoval gymnasium. Již v té době se zajímal o českou hudbu 14.–17. století. Po maturitě byl přijat na Filosofickou fakultu Univerzity Karlovy v Praze obor hudební věda. Studoval u Vladimíra Sommera (analýza, harmonie, kontrapunkt) a Petra Ebena (hudební forma). Své odborné zájmy zaměřil na starou hudební teorii, historické a kompoziční techniky. V oboru starších dějin hudby byl studentem u Františka Mužíka, Jaromíra Černého, Jiřího Tichoty, Milana Poštolky. Na fakultě v letech 2000–2008 absolvoval i doktorandské studium. Pracoval v hudebním oddělení Státní vědecké knihovny v Českých Budějovicích (dnes Jihočeská vědecká knihovna). Od roku 1992 externě vyučoval dějiny hudby na Teologické fakultě a v Historickém ústavu Jihočeské univerzity. Od roku 2000 působí jako odborný asistent na katedře hudební výchovy Pedagogické fakulty Jihočeské univerzity. Vyučuje hudebně teoretické předměty a dějiny hudby do roku 1800. Vede výběrový Hudebně historický seminář a proseminář. Přednáší, jak pracovat s hudebními prameny,katalogizaci historických hudebních sbírek a spartování hudebních skladeb 17.–19. století z neznámých a nezpracovaných hudebních sbírek v institucích v jihočeském regionu. Učí studenty pracovat s digitální notovou sazbou.
V roce 2015 se na Masarykově univerzitě v Brně habilitoval prací "Studie k dějinám hudby a hudební teorie v Českých zemích".
Jako varhaník působil v Českém Krumlově a v kostele Obětování panny Marie v Českých Budějovicích. Publikuje doma i v zahraničí. Přednáší i pro veřejnost

## Popularizace staré hudby
V roce 1982 založil a vede vokální soubor Dyškanti. Soubor se věnuje staré duchovní hudbě, zejména z období české renezance. Repertoár vychází z výzkumné práce Martina Horyny z hudebních pramenů 14.–17. století a je uváděn na koncertech v novodobých světových premiérách. Martin Horyna nejen sestavuje repertoár, ale sám hraje na renesanční loutnu, varhany, violu da gamba a cornamusu.

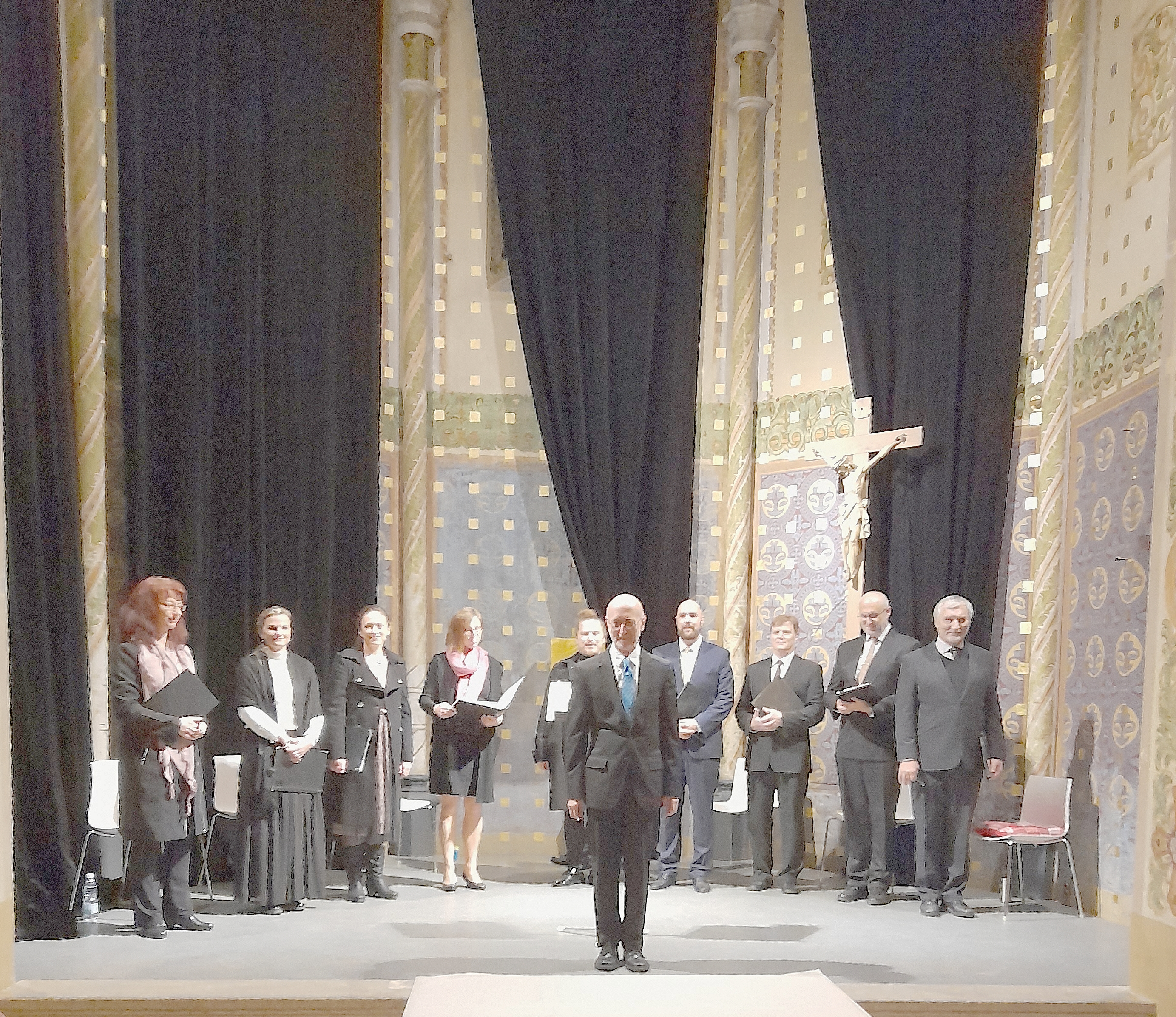
Dyškanti – koncert v Českých Budějovicích – leden 2024

Od roku 2022 vede na Jihočeské univerzitě smíšený Sbor katedry hudební výchovy. Každý semestr v rámci sboru studenti představují skladby ze staré hudby na koncertech pro veřejnost.
Věnuje se výzkumné práci v oboru dějin české hudby ,středověku,renesance a baroka. Své práce začal publikovat již po ukončení vysokoškolského studia.

## Dílo – výběr
- MICHNA Z OTRADOVIC, Adam Václav a HORYNA, Martin, ed. Loutna česká [hudebnina]. České Budějovice: Státní vědecká knihovna, 1984.
- SRŠŇOVÁ, Milena a HORYNA, Martin, ed. Bicinia nova: 1579 : dvojhlasé zpěvy s nástroji ad lib. = Bicinia nova : 1579 : two-voice songs with instruments ad lib. = Bicinia nova : 1579 : zweistimmige Gesänge mit Instrumenten ad lib [hudebnina]. 1. vyd. Praha: Editio Supraphon, 1989. xxxix, 1 partitura (211 s.). Thesaurus musicae bohemiae. Seria A. ISBN 80-7058-102-6.
- HORYNA, Martin, ed. 22 vícehlasých hymnů z rukopisu Kaplanské knihovny v Českém Krumlově č. 9 (1540-1600): smíšený sbor, 4-5 hlasů = 22 mehrstimmige Hymnen aus der Handschrift = 22 polyphonic hymns from manuscript [hudebnina]. České Budějovice: Státní vědecká knihovna, 2000. 1 partitura (88 s.). Hudební památky minulosti v jižních Čechách =, 1.
- TROJAN TURNOVSKÝ, Jan a HORYNA, Martin, ed. Opera musica: missa, cantiones et moteti ad 3, 4 et 5 voces aequales [hudebnina]. 1. vyd. České Budějovice: Jihočeská univerzita, 2002. 1 partitura (114 s.). Hudební památky minulosti v jižních Čechách =, sv. 2. ISBN 80-7040-560-0.
- ISAAC, Heinrich a HORYNA, Martin, ed. Missa Presulem ephebeatum: partitura [hudebnina]. 1. vyd. Praha: Národní knihovna České republiky, 2002. 1 partitura (xxxii, 31 s.). ISBN 80-7050-402-1.
- PHILOMATES, Václav a HORYNA, Martin, ed. Čtyři knihy o hudbě =: Musicorum libri quattuor. Vyd. 1. Praha: KLP, 2003. xliv, 122 s. Clavis monumentorum musicorum Regni Bohemiae. Series B, 2. ISBN 80-86791-02-5.
- HORYNA, Martin, ed. Ad noticiam iam musice artis intrare volentibus: Christo igitur Domino moduracionibus psallere volentibus : dva středověké chorální traktáty z klášterní knihovny ve Vyšším Brodě = Zwei mittelalterliche Choraltraktate aus der Klosterbibliothek in Hohenfurt. Vyd. 1. Praha: KLP, 2005. xxvi, 67 s. Clavis monumentorum musicorum regni Bohemiae. Series B, 3. ISBN 80-86791-22-X.
- HORYNA, Martin, ed. Prachatický kancionál (1610): Das Prachatitzer Gesangbuch (1610) : cantilenae piae 4,5,6 et 8 vocum : kritická edice [hudebnina]. 1. vyd. České Budějovice: Jihočeská univerzita, 2005. xlv, 296 s. Hudební památky minulosti v jižních Čechách, 3. ISBN 80-7040-796-4.
- HORYNA, Martin, ed. Officium in Nativitate Domini: graduale ecclesiae Sancti Michaelis Opatoviensis Neo-Pragae, pars 18 [hudebnina]. 1. vyd. Praha: Národní knihovna ČR, 2009. 1 partitura (xxx, 88 s.). Fontes musicae, 2. ISBN 978-80-7050-574-8.
- CHALOUPSKÝ, Petr, HORYNA, Martin, ed. a BERNÁTEK, Jan, ed. "Dignus est Agnus": Introit - ad Sollemnitatem Domini Nostri Iesu Christi Universorum Regis (liturgické užití: vstupní antifona ze Slavnosti Krista Krále). Praha: Psalterium, 2016. 12 stran.